# Parafia św. Zofii Barat w Warszawie
Parafia św. Zofii Barat w Warszawie – parafia rzymskokatolicka należąca do dekanatu ursynowskiego, archidiecezji warszawskiej, metropolii warszawskiej Kościoła katolickiego, na terenie osiedla Grabów w Warszawie (dekanat ursynowski). Obsługiwana przez księży diecezjalnych.

## Historia
Została erygowana w 1952 roku. 

### Kościół parafialny
Kościół parafialny św. Zofii Barat został wybudowany w latach sześćdziesiątych XX wieku.

### Cmentarz
Cmentarz parafialny znajduje się przy ul. Poloneza.

## Proboszczowie
- ks. Tadeusz Kleczyński
- ks. Tadeusz Wojdat
- ks. Andrzej Fijałkowski
- ks. prałat Janusz Baranowski, proboszcz (1990–2022)
- ks kanonik Krzysztof Siwek (od 2022)